# Caroline de Nassau-Usingen
Prințesa Caroline de Nassau-Usingen (germană Prinzessin Karoline Polyxena von Nassau-Usingen; 4 aprilie 1762 – 17 august 1823) a fost fiica cea mare a lui Karl Wilhelm, Prinț de Nassau-Usingen și a soției acestuia, Caroline Felizitas de Leiningen-Dagsburg.

## Biografie
Caroline s-a născut la Biebrich, Nassau-Usingen ca al doilea copil și prima fiică a lui Karl Wilhelm, Prinț de Nassau-Usingen  (1735–1803) și a soției acestuia, Contesa Caroline Felizitas de Leiningen-Dagsburg (1734–1810), fiica lui Christian Karl Reinhard, Conte de Leiningen-Dagsburg-Heidesheim. 
La 2 decembrie 1786 Caroline s-a căsătorit cu Landgraful Frederick de Hesse-Kassel (1747–1837), copilul cel mic al lui Frederic al II-lea, Landgraf de Hesse-Cassel și a Prințesei Mary a Marii Britanii, fiica regelui George al II-lea al Marii Britanii. Caroline și Frederic au avut opt copii:
- Wilhelm  (24 decembrie 1787 - 5 septembrie 1867), căsătorit cu Louise Charlotte a Danemarcei (1789–1864); a fost tatăl Louisei de Hesse-Kassel, soția regelui Christian al IX-lea al Danemarcei.
- Karl Friedrich (9 martie 1789 - 10 septembrie 1802)
- Friedrich Wilhelm (24 aprilie 1790 - 25 octombrie 1876)
- Ludwig Karl (12 noiembrie 1791 - 12 mai 1800)
- Georg Karl (14 ianuarie 1793 - 4 martie 1881)
- Luise Karoline Marie Friederike (9 aprilie 1794 - 16 martie 1881)
- Marie Wilhelmine Friederike (21 ianuarie 1796 - 30 decembrie 1880), căsătorită cu Georg, Mare Duce de Mecklenburg-Strelitz (1779–1860)
- Augusta Wilhelmine Luise (25 iulie 1797 - 6 aprilie 1889), căsătorită cu Prințul Adolphus, Duce de Cambridge (1774–1850)